# Kavyka
 (avril 2025).
 (mai 2025).
La kavyka (кавыка en russe) est un signe de ponctuation utilisé dans l’alphabet cyrillique ancien, par exemple en vieux-slave, avant ou après un mot indiquant une substitution ou une lecture différente. Elle est aussi utilisée comme un signe diacritique sur une lettre indiquant une substitution d’une partie de mot. Elle n’est pas à confondre avec le signe diacritique kratka (ou brève) aussi utilisée dans l’écriture cyrillique.

## Représentation informatique
| formes                       | représentations | chaînes de caractères | points de code | descriptions                          |
| ---------------------------- | --------------- | --------------------- | -------------- | ------------------------------------- |
| diacritique suscrit à droite | ◌᷶               | ◌᷶                     | U+1DF6         | diacritique kavyka en chef à droite   |
| diacritique suscrit à gauche | ◌᷷               | ◌᷶                     | U+1DF7         | diacritique kavyka en chef à gauche   |
| diacritique suscrit          | ◌꙼               | ◌꙼                     | U+A67C         | diacritique kavyka cyrillique en chef |
| signe de ponctuation         | ꙾               | ꙾                     | U+A67C         | kavyka cyrillique                     |